# カーニバル・コンクェスト
カーニバル・コンクェスト（Carnival Conquest）は、カーニバル・クルーズ・ライン（CCL）が運航しているクルーズ客船。

## 概要
カーニバル・コンクェスト級の1番船で、2002年10月25日、イタリアのフィンカンティエリ社モンファルコーネ工場で竣工。船価は4億5千万ドル。11月19日にニューオーリンズで命名式が行われ、12月よりカリブ海クルーズに就航した。
客室数は1,487室で、うち917室は海側に面した客室である。また車椅子の船客に対応した客室も25室備えている。
本級はカーニバル・デスティニー級の全長を延ばした拡大改良型で、その後同型船が2008年までに6番船まで建造され、さらにコスタ・クルーズ向けにほぼ同型船（コスタ・コンコルディア級）が建造されている。

## 同型船
1. カーニバル・コンクェスト（Carnival Conquest）
2. カーニバル・グローリー（Carnival Glory）
2003年7月竣工。
3. カーニバル・ヴァラー（Carnival Valor）
2004年12月1日竣工。
4. カーニバル・リバティ（Carnival Liberty）
2005年7月15日竣工。
5. カーニバル・フリーダム（Carnival Freedom）
2007年2月28日竣工。
6. カーニバル・スプレンダー（Carnival Splendor）
2008年7月竣工。     総トン数113,000トン